# Рэмбо, Питер Гуннарсон
Пи́тер Гу́ннарссон Рэ́мбо (англ. Piter Gunnarson Rembo; 10 июня 1611, Хисинген, Гётеборг-Бохус — 21 января 1698) — шведский иммигрант, поселившийся в Новой Швеции, живший на своей ферме и служивший мировым судьёй в Губернаторском Совете. Из первых поселенцев он прожил дольше всех и был известен как Отец Новой Швеции. В честь его семьи была названа скала Рэмбо, расположенная вдоль реки Скулкилл.

## Жизнь в Новой Швеции
В возрасте двадцати семи лет Питер Гуннарссон отплыл в Новую Швецию со второй экспедицией Кальмара Нюкеля в 1639 году, в числе первых постоянных поселенцев. Вполне вероятно, что он приехал в Новую Швецию добровольно. Питер Гуннарссон разводил табак на своей плантации неподалёку от одного из основанных фортов, и сбывал его Новой Торговой Компании Швеции. В 1644 году он стал фрименом. Часть полученного дохода Питер отправлял домой своему отцу Гуннару Петерссону. Себя же и своих товарищей он называл «старыми шведами», тем самым подчёркивая своё чисто шведское происхождение. 7 апреля 1647 года Рэмбо женился на Брите Маттсдоттер (Brita Mattsdotter) из Вааса. Это произошло на девятом году его проживания в Новой Швеции и через три года после того, как он стал фрименом. Сначала семья поселилась в Кингсессинге, но в 1669 году переехала в Пассюнк на берегу реки Скулкилл.
В 1654 году, когда голландцы осадили Форт Кристина, Рэмбо был заместителем шведского губернатора Йохана Райзинга. После захвата колонии голландцами, Рэмбо в числе местных поселенцев встречался с представителями Новых Нидерландов. В 1668 году, когда колония попала под английское управление, Рэмбо стал членом совета губернатора. В 1674 году он исполнял обязанности мирового судьи.
После захвата шведской колонии британцами 27 октября 1682, Рэмбо вместе с Питером Коком и несколькими другими уважаемыми людьми, был выбран шведскими поселенцами, чтобы приветствовать нового губернатора, Уильяма Пенна, когда он прибыл в «Нагорье» (теперь Честер, Пенсильвания). Рэмбо присутствовал при заключении договора между Пенном и индейцами о покупке земли к западу от первоначальных границ Филадельфии.
В Королевском архиве в Швеции (Riksarkivet) хранится письмо, которое Питер написал в 1693 году сестре в Гётеборг. Рэмбо умер в 1698 году и был похоронен в бревенчатой церкви шведов в Викако, ныне церкви Глория Деи (Старых Шведов) в Бриджпорте, штат Пенсильвания. Его пережили четыре сына (Гуннар, Джон, Андреас и Питер) и две дочери (Гертруда и Катарина). Ручей Гуннар, ныне загнанный в трубу, который протекал вдоль проспекта Араминго в Филадельфии, назван в честь одного из потомков Питера, Гуннара Рэмбо.

## Происхождение имени
Через некоторое время после прибытия в начале 1640 года Питер Гуннарсон принял фамилию Рэмбо. Нильс Вильям Олссон производит фамилию Рэмбо из старошведского слова «Гнездо ворона» (ramn + bo), как иногда называли гору Рамбергет (или «Воронью гору») на острове Хизинген, который сегодня является частью Гётеборга.

## Скала Рэмбо
Скалой Рэмбо назывался большой валун на берегу реки Скулкилл, к югу от пристани Грейс, где когда-то находилась плантация Питера и Бриты Рэмбо. Эта скала больше не существует, на её месте был построен причал39°55′48″ с. ш. 75°12′29″ з. д..

## Сорт яблок Рэмбо
Швед Пер Кальм, который путешествовал по Северной Америке между 1748 и 1751 годами, записал в своем дневнике, что он разговаривал с мистером Питером Рэмбо, внуком Питера Гуннарссона Рэмбо. Питер Рэмбо-младший, рассказал ему, что дедушка «привёз с собой в коробке семена яблок и несколько других деревьев и садовых растений». Первая яблоня Рэмбо, возможно, была выращена из одного из этих семян. В книге Уильяма Кокса «Взгляд на выращивание фруктовых деревьев» и «Управление фруктовыми садами и сидром», опубликованной в 1817 году, указывается, что сорт яблок «Рэмбо» был очень популярным в Делавэре, Пенсильвании и Нью-Джерси и получил «свое название по фамилии того, кто его вывел». Сорт «Рэмбо» часто путают с французским сортом «Летним Рэмбо» и иногда называют «Зимним Рэмбо».
Романист Дэвид Моррелл признавался, что он выбрал имя Джона Рэмбо для своего героя боевика «Первая кровь», потому что он был вдохновлен «звуком силы» в имени Рэмбо после того, как попробовал яблоки этого сорта в Пенсильвании.

## Другие источники
- Benson, Adolph B. and Naboth Hedin, eds. Swedes in America, 1638—1938 (The Swedish American Tercentenary Association. New Haven, CT: Yale University Press. 1938) ISBN 978-0-8383-0326-9